# Museu Nacional de Liechtenstein
 O Museu Nacional de Liechtenstein ( alemão: Liechtensteinisches Landesmuseum ) é um museu em Vaduz, capital do Liechtenstein. 

## História
O edifício do museu remonta a 1438. Costumava abrigar a taberna principesca, a alfândega e a sede do governo. O trabalho foi realizado em 1998–2008 para reformar o prédio e foi estendido em direção à encosta da montanha. 

## Exposições
O museu exibe artefatos sobre a história, cultura, natureza e paisagem do Liechtenstein em seus três edifícios e 42 salas de exposições.  